# Cylindrepomus albosignatus
Cylindrepomus albosignatus är en skalbaggsart som beskrevs av Stefan von Breuning 1974. Cylindrepomus albosignatus ingår i släktet Cylindrepomus och familjen långhorningar.
Artens utbredningsområde är Filippinerna. Inga underarter finns listade i Catalogue of Life.